# 馬検
馬検（ばけん）とは競馬ファンの競馬知識（競馬力）を検定する試験である。
主催者はサンケイスポーツ、競馬エイト、週刊ギャロップ、夕刊フジ。

## 開催日
| 回数  | 開催日        |
| ----- | ------------- |
| 第1回 | 2007年9月9日  |
| 第2回 | 2009年2月11日 |

## 概要
受験級は、以下の3つに分けられている。
| 階級        | 合格基準 （点数は100点満点中） |
| ----------- | ------------------------------ |
| GI（1級）   | 80点以上                       |
| GII（2級）  | 70点以上                       |
| GIII（3級） | 成績上位70%以内                |

出題形式は、いずれの級もマークシート4者択一式である。年齢や経験などの制限はなく、何級からでも受験可能。各級とも受験時間が異なるため、最大3階級の併願が可能。GI（1級）は第2回から設置された。
実施エリアは当初東京と大阪だけだったが、第2回から名古屋も追加された。

## 出版
各回、公式問題集が出版されている。
- 第1回 2007年5月26日発刊
- 第2回 2008年11月19日発刊

## ゲームソフト
2007年、第1回の検定と公式問題集を基にしたゲームソフトがニンテンドーDS対応で発売された。